# Historisches Lexikon Bayerns
Das Historische Lexikon Bayerns (HLB) ist ein ausschließlich online verfügbares, epochenübergreifendes Sachlexikon zur bayerischen Geschichte. Es wird von der Bayerischen Staatsbibliothek in Zusammenarbeit mit der Kommission für bayerische Landesgeschichte bei der Bayerischen Akademie der Wissenschaften und der Konferenz der Landeshistoriker an den bayerischen Universitäten getragen. Die Inhalte decken die Geschichte Altbayerns, Frankens, Schwabens und der Pfalz ab und richten sich an ein breites Zielpublikum. Der Zugang erfolgt ohne Anmeldung.
Das Lexikon gliedert sich in epochenbasierte Module, die in Projektphasen realisiert werden. Neben Sachartikeln enthält das Lexikon eine wachsende Zahl an Bildmaterialien, Karten und multimedialen Inhalten. Redaktion, Projektleitung und technische Betreuung sind an der Bayerischen Staatsbibliothek angesiedelt. Zum Jahreswechsel 2024/25 waren knapp über 1.400 Artikel publiziert. Angestrebt wird ein Endbestand von ca. 3.000 bis 4.000 Einträgen, wobei der weitere Ausbau jedoch maßgeblich von der langfristigen institutionellen Absicherung abhängig ist.

## Konzept und Inhalte

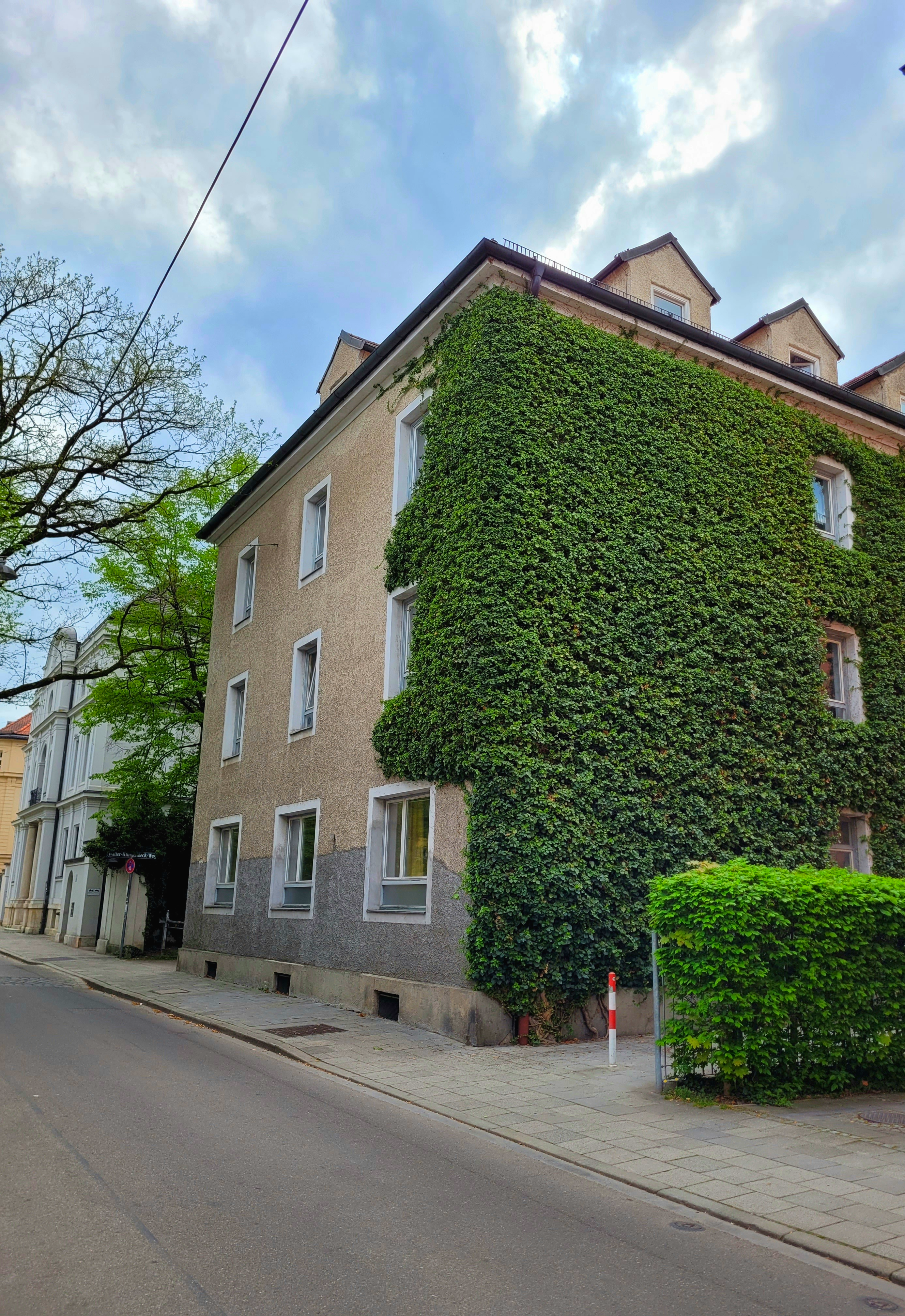
Sitz der Redaktion in der Kaulbachstraße 19 in München.

Das Historische Lexikon Bayerns ist als wissenschaftliches Sachlexikon zur bayerischen Geschichte von den Anfängen bis zur Gegenwart konzipiert. Ein zentrales Merkmal des Lexikons ist seine konsequente digitale Ausrichtung; schon seit Projektbeginn 2005 wurde eine rein webbasierte Umsetzung verfolgt, was einen Unterschied zu vergleichbaren Projekten wie dem Historischen Lexikon der Schweiz – gewissermaßen das Vorbild des Projekts –, dem Erlanger Stadtlexikon und dem Nürnberger Stadtlexikon darstellt, welche auch nicht nur in Web- sondern auch in Druckform vorliegen. Die konsequent digitale Form des HLB ermöglicht eine direkte Verknüpfung mit externen Inhalten wie Bibliothekskatalogen oder digital zugänglicher Fachliteratur. Darüber hinaus können ergänzende Materialien – etwa Bildquellen, audiovisuelle Medien oder digitale Objekte aus bavarikon – integriert werden.
Von Anfang an war eine breite thematische Ausrichtung des Projekts vorgesehen. Technisch basiert das Lexikon seit dem Relaunch 2015 auf Semantic MediaWiki. Diese semantische Strukturierung ermöglicht im Vergleich zum Älteren System eine systematische Erschließung, bessere Suchmöglichkeiten und die dynamischere Verknüpfung von Artikeln. Auch Bilder können nun besser im Text platziert werden. Über 8.200 Bilder, Karten, Audio- und Videoelemente von verschiedenen Partnern ergänzen die Texte. Für die Medien ist eine eigene Bildredaktion zuständig. Teilweise greift das HLB auch auf Medien aus Wikimedia Commons zurück.
Das HLB ist modular aufgebaut. Die thematisch und zeitlich begrenzten Einheiten werden in eigenständigen Projektphasen bearbeitet. Inhaltlich reicht das Spektrum von politischen und wirtschaftlichen Entwicklungen bis zu regionalgeschichtlichen Themen. Damit greift das Projekt ein bereits lange bestehendes Desiderat systematisch erschlossener landesgeschichtlicher Darstellung auf, denn obwohl die Geschichtsforschung zu Bayern auf eine Vielzahl von Nachschlagewerken – teils erarbeitet von der Kommission für bayerische Landesgeschichte bei der Bayerischen Akademie der Wissenschaften – zurückgreifen konnte, fehlte zuvor ein umfassendes Sachlexikon zur bayerischen Geschichte. Auf biographische und topographische Artikel wird bewusst verzichtet, da diese Inhalte durch spezialisierte Referenzwerke bereits hinreichend erschlossen sind.
Das HLB versteht sich als öffentlich zugängliches Referenzwerk, das gleichermaßen die wissenschaftliche Forschung, den akademischen Unterricht, die schulische Vermittlung historischer Inhalte sowie das historisch interessierte Laienpublikum adressiert. Die Artikel werden ausschließlich von eingeladenen Fachautoren verfasst, die als ausgewiesene Experten auf ihrem jeweiligen Gebiet gelten. So verfasste Matthias Becher die Beiträge Treueide (Frühmittelalter) (2024) und Sturz Herzog Tassilos (2019), während Dieter Weiß unter anderem die Artikel Templer (2010), Ritterorden (2010) sowie Franken (Begriff) (2015) erarbeitete. Walter Ziegler steuerte maßgebliche Arbeiten zur Geschichte des frühen Nationalsozialismus bei, darunter Versuchte Ausweisung Adolf Hitlers aus Bayern (2006; aktualisierte Fassung 2018), Staatsbürgerschaft Adolf Hitlers (2006) sowie Hitlerputsch (8./9. November 1923) (2006; aktualisiert 2024). Uwe Israel zeichnete für den Beitrag Fondaco dei Tedeschi (2015) verantwortlich, und Roman Deutinger liefert mit seinem Artikel Agilolfinger (2018) eine grundlegende Darstellung der frühmittelalterlichen Dynastie. Das Themenspektrum reicht von Politik-, Rechts- und Sozialgeschichte bis zu Kultur, Technik und Religion. Neben historischen Ereignissen behandelt das Lexikon auch übergreifende Begriffe wie Föderalismus oder Naturschutz. Die Redaktion an der Bayerischen Staatsbibliothek sichert Qualität durch internes Lektorat und externe Begutachtung durch einen wissenschaftlichen Beirat. Im Unterschied zu gedruckten Lexika ist eine kontinuierliche Aktualisierung und Erweiterung möglich.

## Artikelaufbau
Die Artikel des HLB sind nach wissenschaftlichen Standards verfasst und konsequent für die digitale Nutzung konzipiert. Jeder Beitrag beginnt mit einem Abstract, dem ein ausführlicher Haupttext folgt, der die historische Einordnung und eine kritische Bewertung des Themas bietet. Ergänzend finden sich strukturierte Informationen in Form von Tabellen, Datenfeldern oder Listen. Multimediale Inhalte – darunter digitalisierte Quellen, Abbildungen, Karten und Audiodateien – werden separat zur Verfügung gestellt. Verlinkungen zum Kulturportal bavarikon ermöglichen weiterführende Recherchen. bavarikon integriert unter anderem eine von der Bayerischen Landesbibliothek Online (BLO) übernommene Ortsdatenbank sowie Zugriffsmöglichkeiten auf mehrere biographische Nachschlagewerke und eine Personensuchfunktion. Im Lexikon genannte Personen sind über die ihnen zugeordneten Normdaten der Deutschen Nationalbibliothek eindeutig identifizierbar. Eine kombinierte Volltext-, Titel- und alphabetische Suche ermöglicht einen schnellen und gezielten Zugriff auf die Inhalte. Sämtliche Artikel lassen sich als PDF-Dateien speichern oder ausdrucken. Sie werden bei Bedarf aktualisiert; sowohl das Veröffentlichungs- als auch das Überarbeitungsdatum sind jeweils ausgewiesen. In der Regel enthalten die Artikel des Historischen Lexikons Bayerns ausschließlich ein Quellen- und Literaturverzeichnis am Ende. Fußnoten werden nicht verwendet. In einigen Fällen finden sich Quellen- und Literaturangaben direkt im Fließtext, wobei der Umfang stark variieren kann.

## Entwicklung des HLB

### Vorgeschichte und institutionelle Einbindung
Die Idee eines online verfügbaren, wissenschaftlich fundierten Nachschlagewerks zur bayerischen Landesgeschichte entstand ab 2002 in der Bayerischen Staatsbibliothek. Zunächst wurde das Projekt in der Bayerischen Landesbibliothek Online (BLO), einem digitalen Portal für landesgeschichtliche Informationen, institutionell verankert. Die Trägerschaft wurde frühzeitig auf mehrere Institutionen verteilt. Im konkreten auf die Bayerische Staatsbibliothek, die Kommission für bayerische Landesgeschichte bei der Bayerischen Akademie der Wissenschaften und die Konferenz der Landeshistoriker an den bayerischen Universitäten. Die wissenschaftliche Leitung lag seit Projektbeginn bei Ferdinand Kramer, Professor für bayerische Landeskunde an der LMU. Die Finanzierung erfolgte von Anfang an durch das Bayerische Staatsministerium für Wissenschaft und Kunst, das zum Zeitpunkt der Gründung Thomas Goppel unterstand.

### Gründungs- und Etablierungsphase (2005–2015)
Die konkrete Umsetzung des Historischen Lexikons Bayerns begann im Februar 2005. Den Auftakt bildete das Modul zur Weimarer Republik (1918–1933), das mit etwa 550 geplanten Artikeln von Anfang an breit angelegt war. Im Zentrum standen landesgeschichtliche Entwicklungen in Bayern, eingebettet in überregionale Kontexte. Es folgten die Module „Spätmittelalter“ (ab 2007) und „Zeitgeschichte nach 1945“ (ab 2008). Insgesamt gesehen sind die Themen überwiegend deutlich spezialisierter als etwa die Artikel der Wikipedia.
Die technische Umsetzung des HLB erfolgte durch das Referat „Digitale Bibliothek“ der Bayerischen Staatsbibliothek. Die erste Version der Website war auf die Nutzung am Desktop ausgerichtet. Da etablierte Standardsysteme den Anforderungen hinsichtlich differenzierter Zugriffsrechte und der Anbindung an Angebote der BLO nicht genügten, entwickelte das Referat eine eigene Eingabemaske auf Basis der Open-Source-Software Apache Cocoon. Das XML-orientierte Framework ermöglichte eine strukturierte Modellierung der Inhalte und integrierte eine interne Volltextsuche. In der Praxis erwies sich die Pflege des Systems mit zunehmender Zahl an Artikeln, Autoren und Medieninhalten jedoch als übermäßig aufwendig. In den frühen 2010er Jahren zeichnete sich daher die Notwendigkeit eines Relaunches ab.
Bereits in der frühen Projektphase verzeichnete das HLB eine konstante Steigerung der Zugriffe. 2015 wurden monatlich etwa 30.000 Nutzer gezählt. Das Angebot wurde auch außerhalb Bayerns und teils auch im Ausland wahrgenommen. Die Rezeption in Fachkreisen war positiv; das Lexikon galt als innovativer Beitrag zur digitalen Geschichtswissenschaft.

### Relaunch und technische Neuausrichtung (2015–2016)
Im Dezember 2015 wurde eine überarbeitete Version des HLB veröffentlicht. Das Redaktionssystem wurde vollständig auf eine Semantic-MediaWiki-Basis umgestellt. Damit verbunden war eine Vereinfachung der redaktionellen Arbeit, die stärkere Verknüpfung strukturierter Informationen (z. B. zu Personen, Orten, Themen) und die bessere Integration multimedialer Inhalte. Auch sind Veränderungen seit der Einführung dieses Systems über die Versionsgeschichte am Rechten oberen Rand der Artikel transparent nachvollziehbar.
Parallel wurde der Internetauftritt für mobile Endgeräte optimiert („responsive Design“) und um neue Funktionalitäten erweitert, darunter:
- Themensuche: über 100 Schlagworte von „Adel“ bis „Zeitungswesen“
- Kartendarstellung: Orte mit Artikelbezug auf interaktiver Karte
- Autorenverzeichnis: Zuordnung  veröffentlichter Artikel zu Verfassern
- Artikelversionen: Nachvollziehbarkeit größerer inhaltlicher Änderungen

Zudem wurden neue Schnittstellen für die Verknüpfung mit digitalen Quellen und zu externen Angeboten der Bayerischen Staatsbibliothek, etwa der BLO-Ortsdatenbank, geschaffen.

### Konsolidierung und neue Module (2016–heute)
Seit dem Relaunch wuchs der Artikelbestand weiter – von knapp 1.000 im Jahr 2016 auf über 1.400 zum Jahreswechsel 2024/25 –, allerdings langsamer als zuvor und mit steigendem Betreuungsaufwand. Das erhoffte schnellere Wachstum blieb aus. Langfristig sind 3.000 bis 4.000 Einträge geplant, deren Umsetzung jedoch von einer gesicherten institutionellen Unterstützung abhängt. Pflege, Modulerweiterung und technische Wartung binden personelle und finanzielle Ressourcen, die nicht unbegrenzt zur Verfügung stehen.
Nach dem Relaunch des Historischen Lexikons Bayerns wurden neue Modulphasen gestartet. Seit 2017 ist das Modul „Frühmittelalter“ (6.–10. Jahrhundert) in Bearbeitung, mit rund 400 geplanten, interdisziplinären Artikeln aus Archäologie, Kunst- und Rechtsgeschichte. 2019 folgten die Module „NS-Zeit“ (1933–1945) mit etwa 200 Artikeln zu regionalgeschichtlichen Aspekten des Nationalsozialismus sowie das „19. Jahrhundert“ mit rund 600 Artikeln zu Politik, Wirtschaft, Gesellschaft, Kunst und Literatur. Erste Beiträge erschienen 2020. Viele Inhalte sind epochenübergreifend angelegt, um langfristige Entwicklungen sichtbar zu machen. Die redaktionelle Arbeit erfolgt parallel in mehreren Modulgruppen. Die Module weisen zum Teil epochenübergreifende Inhalte auf, um langfristige Entwicklungen darzustellen. Die redaktionelle Arbeit erfolgt jeweils parallel in verschiedenen Modulgruppen.
Bereits seit 2010 war eine eigene Bildredaktion für die Auswahl und Rechteklärung der Abbildungen zuständig. Ab 2019 wurde ein eigener Medienbereich eingerichtet. Dieser umfasst inzwischen über 8.200 Objekte, darunter:
- Fotografien
- Karten und Pläne
- Audio- und Videodokumente
- Digitalisierte Urkunden und Drucke

Diese Inhalte werden in enger Kooperation mit Archiven, Museen und Bibliotheken erarbeitet. Insgesamt haben über 600 Institutionen und Privatpersonen Materialien beigesteuert.
Das HLB erscheint primär auf Deutsch. Schon 2018 wurden jedoch erste englischsprachige Übersetzungen ausgewählter Artikel veröffentlicht. Eine vollständige Mehrsprachigkeit wie etwa beim Historischen Lexikon der Schweiz ist aus Ressourcengründen nicht umsetzbar. Mitte 2025 bestanden etwa 50 Artikel in englischer Übersetzung.
Seit dem Relaunch 2015/16 verzeichnet das HLB kontinuierlich steigende Nutzerzahlen, bedingt durch technische Verbesserungen und ein nutzerfreundliches responsive Design. Stieg die monatliche Nutzerzahl von 30.000 (2015) auf über 88.000 (2019), waren es im ersten Quartal 2020 pandemiebedingt bereits über 130.000. Der Anteil mobiler Zugriffe lag 2019 bei 45 %. Etwa 91 % der Nutzer stammen aus dem deutschen Sprachraum. Innerhalb Deutschlands stammen die Nutzer vor allem aus Bayern (über 24 % der deutschen Zugriffe), Nordrhein-Westfalen (18 %) und Baden-Württemberg (13 %). Zugriffe aus dem nicht-deutschsprachigen Ausland stammen vor allem aus der Anglosphäre: den USA, dem Vereinigten Königreich, Australien und Irland. Danach folgen Frankreich, Italien, die Niederlande, Russland, Polen, Dänemark, Tschechien und Spanien. Hauptnutzer sind Schüler und Studenten, was sich an saisonalen Rückgängen in Ferienzeiten sowie in häufigen Anfragen an die Redaktion zeigt; insgesamt betrachtet sind Themen aus den bayerischen Lehrplänen besonders gefragt. Das HLB findet sowohl in der universitären und außeruniversitären Lehre als auch in der wissenschaftlichen Fachliteratur, im Journalismus und gelegentlich sogar in historischen Romanen Verwendung. Tagesaktuellen Themen schlagen sich in Zugriffszahlen nieder; weiterhin werden besonders häufig Artikel im Themenkomplex Nationalsozialismus aufgerufen.

## Träger, Projektstruktur und Finanzierung
Träger des HLB sind die Bayerische Staatsbibliothek, die Kommission für bayerische Landesgeschichte bei der Bayerischen Akademie der Wissenschaften und die Konferenz der Landeshistoriker an den bayerischen Universitäten. Die Redaktion ist an der BSB angesiedelt. Projektleiter war bis 2020 Stephan Kellner, ihm folgte 2021 Florian Sepp. Die wissenschaftliche Leitung hat Ferdinand Kramer (Institut für Bayerische Geschichte, LMU München), die technische Betreuung liegt beim Münchener Digitalisierungszentrum der BSB unter Leitung von Martin Hermann.
2025 besteht die Redaktion aus fünf Mitarbeitern, unterstützt von wissenschaftlichen Hilfskräften. Ein wissenschaftlicher Beirat mit über 50 Fachvertretern, darunter Professoren, Privatdozenten und seit 2015 auch Mitglieder der Kommission für bayerische Landesgeschichte, sichert die Qualität. Die Finanzierung übernimmt das Bayerische Staatsministerium für Wissenschaft und Kunst; von 2007 bis 2009 kamen zusätzliche Mittel von der Bayerischen Sparkassenstiftung.

## Redaktion und Autorenschaft
Das Redaktionsteam der Bayerischen Staatsbibliothek koordiniert die inhaltliche, technische und organisatorische Arbeit des HLB. Die redaktionelle Betreuung erfolgt arbeitsteilig nach Epochenmodulen. Redaktion und wissenschaftlicher Beirat entwickeln Artikelvorschläge auf Grundlage einschlägiger Handbücher zur bayerischen Geschichte sowie bayerischer Lehrpläne. Die Beiträge beschränken sich thematisch auf sachbezogene Inhalte zur Geschichte Bayerns, Frankens, Schwabens und der Pfalz. Personen- und Ortsartikel werden bewusst ausgeklammert, da hierfür andere Nachschlagewerke zur Verfügung stehen. Nach der Festlegung der Lemmata recherchiert die Redaktion geeignete, fachlich qualifizierte Autoren. In gemeinsamer Abstimmung entsteht eine erste inhaltliche Konzeption. Nach Einreichung des Beitrags erfolgt eine redaktionelle Bearbeitung, eine fachliche Begutachtung durch den wissenschaftlichen Beirat sowie eine Überarbeitung im Dialog mit dem Autor oder der Autorin. Den Abschluss bildet eine nochmalige Prüfung durch die Redaktion. Vor der Publikation erfolgen Verlinkungen zu Personen- und Ortsdatenbanken sowie Querverweise auf weitere Lexikonartikel; wenn möglich, werden ergänzende Materialien wie Karten oder Abbildungen hinzugefügt. Bereits 2016 waren über 800 Fachautoren aus den unterschiedlichsten Forschungsfeldern für das Projekt gewonnen worden. Alle Beiträge folgen einer standardisierten Formatvorgabe.